# Joanna Johnson
Joanna Johnson (Phoenix, 31 dicembre 1961) è un'attrice, sceneggiatrice e produttrice cinematografica statunitense, conosciuta al grande pubblico per aver interpretato i ruoli di Caroline Spencer Forrester (1987-1990, 2001) e della sorella gemella Karen Spencer (1991-1994, 2009, 2011-2014) nella soap opera statunitense Beautiful.

## Biografia
Laureatasi nel 1983 alla University of Southern California in letteratura inglese, la Johnson raggiunge la popolarità come attrice nel 1987 con il ruolo di Caroline Spencer Forrester nella soap opera Beautiful. Decide nel 1990 di lasciare la serie e il suo personaggio viene fatto morire di leucemia. Nel 1991 ritorna sul set di Beautiful nei panni di Karen Spencer, sorella gemella della defunta Caroline. Rimane per altri tre anni (fino al 1994) nel cast della soap. Negli anni successivi ritorna come guest star nella soap nel ruolo di Caroline (2001) e nuovamente nei panni di Karen (2009, 2011-2014).
Parallelamente alla carriera di attrice, la Johnson è sceneggiatrice e talvolta produttrice di serie televisive. È il caso, ad esempio, della sitcom Hope & Faith (2003-2006), di cui è stata ideatrice e produttrice televisiva.
Fra le produzioni a cui ha collaborato negli anni più recenti si ricordano le serie Make It or Break It - Giovani campionesse (2009-2011), Fairly Legal (2012) e Emily Owens, M.D. (a partire dal 2012).
In un'intervista del maggio 2012 con il settimanale TV Guide ha dichiarato di essere lesbica e madre adottiva di due bambini.